# Solidium
Solidium Oy är ett finländskt helägt statligt förvaltningsföretag med uppgift "att förstärka och stabilisera det inhemska ägandet i nationellt sett viktiga företag och öka innehavens ekonomiska värde på lång sikt."
Solidium grundades av Finlands Bank 1991 för att ta hand om den konkursdrabbade banken Säästöpankkien Keskus-Osake-Pankkis tidigare aktieinnehav. År 2008 ändrades dess uppdrag till att förvalta den finländska statens aktieinnehav i börsnoterade företag. Staten hade tidigare varit direkta aktieägare. 
Den finländska staten äger – vid sidan av Solidiums innehav – direkt aktier i tre börsnoteraqde företag, i vilka den är majoritetsägare: Finnair (56%), Fortum (51%) och Neste Oil (50,1%).

## Aktieinnehav
Solidium tog 2008 över statliga aktier i Kemira, Metso, Outokumpu, Rautaruukki, Sampo, fastighetsbolaget Sponda, Stora Enso och TeliaSonera och 2009 i det finländska telefonbolaget Elisa Oyj. Solidium har sålt sitt innehav i Sponda Oy.
Solidium är idag minoritetsägare i 13 börsnoterade bolag. Marknadsvärdet på Solidiums aktieinnehav var omkring 8,1 miljarder euro den 27 januari 2017 (8,4 miljarder den 27 november 2017).
| Aktiebolag       | Andel av aktiestock (den 27 november 2017) |
| ---------------- | ------------------------------------------ |
| Ahtium Oyj       | 7,6                                        |
| Elisa Abp        | 10,0                                       |
| Kemira Oyj       | 16,7                                       |
| Konecranes Abp   | 4,2                                        |
| Metso Abp        | 14,9                                       |
| Outokumpu Oyj    | 22,8                                       |
| Outotec Oyj      | 14,9                                       |
| SSAB AB          | 17,1                                       |
| Sampo Abp        | 11,9                                       |
| Stora Enso Oyj   | 12,3                                       |
| Telia Company AB | 3,2                                        |
| Tietoevry Abp    | 10,0                                       |
| Valmet Abp       | 11,1                                       |